# Leopold Messerschmidt

Leopold Messerschmidt (um 1910)

Heinrich Leopold Benno Messerschmidt (* 29. August 1870 in Berlin; † 11. März 1911 in Charlottenburg) war ein deutscher Altorientalist.
Leopold Messerschmidt studierte zunächst Alte Sprachen und Theologie. Er sprach unter anderem Arabisch und Hebräisch. 1893 legte er das zweite theologische Staatsexamen ab. Danach konzentrierte er sich jedoch auf die Assyriologie und wurde am 8. August 1896 als letzter Doktorand bei Eberhard Schrader mit der Arbeit Tabula Babylonica V.A.Th. Museum Berolinensis Primum Editur Commemtarique Instruitur, einer Arbeit zu einer Tontafel aus der Sammlung der Vorderasiatischen Abteilung der Berliner Museen promoviert. Seit Oktober 1899 war Messerschmidt der erste Hilfsarbeiter der Vorderasiatischen Abteilung. Spätestens seit 1901 gehörte er der Deutschen Orientgesellschaft (DOG) an und gehörte als Vertreter der Museen seit dem folgenden Jahr dem Vorstand an. Bei seinem Tod war er Schriftführer der DOG. 1902 wurde er offiziell Leiter der deutschen Ausgrabungen in Aššur, die Grabungslizenz aus dem Jahr 1905 wurde auf seinen Namen ausgestellt. Doch war Messerschmidt wegen seines schlechten Gesundheitszustandes nie vor Ort. Im Oktober 1903 wurde seine Museumsstelle in die eines Direktorial-Assistenten umgewandelt. Zwischen 1906 und 1908 weilte er mehrmals für längere Zeit in Konstantinopel, wo er für die Museen über die Funde aus Aššur und Fara (Šuruppak) verhandelte und diese auch für das Ottomanische Museum katalogisierte. Bei den Verhandlungen zur Fundteilung war er sehr erfolgreich. Gemeinsam mit 14 anderen solcher Stellen an den Berliner Museen wurde seine Direktorial-Assistenten-Stelle im Juli 1909 in die eines Kustos umgewandelt. 1909 wurde ihm auch der Kronenorden vierten Ranges für seine Leistungen bei den Verhandlungen um die Fundstücke in Konstantinopel verliehen. An einer ihn schon länger behindernden Herzerkrankung, die ihn 1904 schon zu einer längeren Arbeitspause gezwungen hatte, verstarb Messerschmidt im Alter von nur 40 Jahren. Die letztendlich tödliche Herzmuskelentzündung zog er sich nach seiner Hochzeit mit Helene Gertrud Funke im Juni 1910 auf der Rückreise von der Hochzeitsreise im Hause seiner Schwiegereltern in Aschersleben zu. Sein Nachfolger wurde Otto Weber.
Messerschmidt machte sich vor allem um die Organisation der Vorderasiatischen Sammlung in Berlin verdient. Den Hauptteil der organisatorischen musealen Arbeit hatte er anstelle des häufig mit anderen Dingen beschäftigten Direktor Friedrich Delitzsch zu leisten. Er unterhielt gute Verbindungen zu den Ausgräbern Walter Andrae, Robert Koldewey, Oscar Reuther, aber auch zu den Vertretern der DOG und der Berliner Museumslandschaft. Hier musste Messerschmidt nicht selten als Mittelsmann und Vermittler fungieren. Besonders mit Theodor Wiegand verband ihn seit dem Aufenthalt in Konstantinopel eine Freundschaft. Durch dessen Vermittlung hätte Messerschmidt Assyriologe am Ottomanischen Museum werden können, vermittelte aber Eckhard Unger auf die Stelle. Koldeweys Einladungen zu den Ausgrabungen in Babylon konnte er wegen seiner angeschlagenen Gesundheit nie annehmen und nie Mesopotamien besuchen, einzig bei seinem Aufenthalt in Konstantinopel konnte er in direkten Kontakt mit den altorientalischen Monumenten kommen.
Zur wissenschaftlichen Arbeit kam Messerschmidt nur selten. Doch veröffentlichte er mehrere populärwissenschaftliche Schriften, insbesondere aus dem Bereich der musealen Öffentlichkeitsarbeit. Hier empfand sich Messerschmidt von seinem Vorgesetzten Delitzsch für zu kurz gehalten. Seine wichtigste Arbeit, Keilschrifttexte aus Aššur historischen Inhalts, Heft I erschien erst postum. Generell gab es offenbar ein gespanntes Verhältnis zwischen Delitzsch und seinem wichtigsten Museumsmitarbeiter. Messerschmidts wichtigstes Arbeitsgebiet waren die altorientalischen Schriftfunde, doch interessierte er sich auch für archäologische Artefakte. Für die Frühzeit der Sammlung war Messerschmidts Arbeit von prägender Bedeutung. Herausragend sind insbesondere seine hethitologischen Beiträge, so beispielsweise etwa das von ihm erstellte Corpus Inscriptionum Hettiticarum. Ediert sind dort vor allem auch die von Friedrich Delitzsch und Osman Hamdi Bey aufgenommenen Hieroglyphenhethitischen Inschriften.  